# Elisabetta del Palatinato (contessa del Tirolo)
Elisabetta del Palatinato (Amberg, 27 ottobre 1381 – Innsbruck, 13 dicembre 1408) è stata una nobile tedesca.
Fu la prima moglie del duca Federico IV d'Asburgo, detto "tasca vuota".

## Biografia
Era figlia dell'Imperatore Roberto del Palatinato e della di lui consorte Elisabetta di Norimberga. Aveva sei fratelli e tre sorelle. Il 24 dicembre 1406 a Innsbruck sposò il duca Federico IV d'Asburgo, il che fu la premessa di un'alleanza di suo padre con il ramo leopoldino degli Asburgo. Poco dopo il matrimonio Elisabetta morì di parto all'età di 27 anni, dando alla luce il suo primo discendente, una figlia che tuttavia subito morì. La salma di Elisabetta fu inumata nella cripta dell'Abbazia di Stams.

## Ascendenza
|                            |                           |                           | Genitori                               |  |  | Nonni |  |  | Bisnonni              |  |  | Trisnonni            |  |
|                            |                           |                           |                                        |  |  |       |  |  | Adolfo del Palatinato |  |  | Rodolfo I di Baviera |  |
|                            |                           |                           |                                        |  |  |       |  |  | Adolfo del Palatinato |  |  | Rodolfo I di Baviera |  |
|                            |                           | Melchilde di Nassau       |                                        |  |  |       |  |  | Adolfo del Palatinato |  |  |                      |  |
| Roberto II del Palatinato  |                           |                           |                                        |  |  |       |  |  | Adolfo del Palatinato |  |  |                      |  |
|                            |                           | Irmengarda di Oettingen   | Ludovico VI di Oettingen               |  |  |       |  |  |                       |  |  |                      |  |
|                            |                           | Irmengarda di Oettingen   | Ludovico VI di Oettingen               |  |  |       |  |  |                       |  |  |                      |  |
|                            |                           | Irmengarda di Oettingen   | …                                      |  |  |       |  |  |                       |  |  |                      |  |
| Roberto III del Palatinato |                           | Irmengarda di Oettingen   |                                        |  |  |       |  |  |                       |  |  |                      |  |
|                            |                           | Pietro II di Sicilia      | Federico III d'Aragona                 |  |  |       |  |  |                       |  |  |                      |  |
|                            |                           | Pietro II di Sicilia      | Federico III d'Aragona                 |  |  |       |  |  |                       |  |  |                      |  |
|                            |                           | Pietro II di Sicilia      | Eleonora d'Angiò                       |  |  |       |  |  |                       |  |  |                      |  |
| Beatrice d'Aragona         |                           | Pietro II di Sicilia      |                                        |  |  |       |  |  |                       |  |  |                      |  |
|                            |                           | Elisabetta di Carinzia    | Ottone III del Tirolo                  |  |  |       |  |  |                       |  |  |                      |  |
|                            |                           | Elisabetta di Carinzia    | Ottone III del Tirolo                  |  |  |       |  |  |                       |  |  |                      |  |
|                            |                           | Elisabetta di Carinzia    | Eufemia di Slesia-Liegnitz             |  |  |       |  |  |                       |  |  |                      |  |
| Elisabetta del Palatinato  |                           | Elisabetta di Carinzia    |                                        |  |  |       |  |  |                       |  |  |                      |  |
|                            | Giovanni II di Norimberga | Federico IV di Norimberga |                                        |  |  |       |  |  |                       |  |  |                      |  |
|                            | Giovanni II di Norimberga | Federico IV di Norimberga |                                        |  |  |       |  |  |                       |  |  |                      |  |
|                            | Giovanni II di Norimberga | Margherita di Carinzia    |                                        |  |  |       |  |  |                       |  |  |                      |  |
| Federico V di Norimberga   | Giovanni II di Norimberga |                           |                                        |  |  |       |  |  |                       |  |  |                      |  |
|                            |                           | Elisabetta di Henneberg   | Bertoldo VII di Henneberg-Schleusingen |  |  |       |  |  |                       |  |  |                      |  |
|                            |                           | Elisabetta di Henneberg   | Bertoldo VII di Henneberg-Schleusingen |  |  |       |  |  |                       |  |  |                      |  |
|                            |                           | Elisabetta di Henneberg   | Adelaide d'Assia                       |  |  |       |  |  |                       |  |  |                      |  |
| Elisabetta di Norimberga   |                           | Elisabetta di Henneberg   |                                        |  |  |       |  |  |                       |  |  |                      |  |
|                            |                           | Federico II di Meißen     | Federico I di Meißen                   |  |  |       |  |  |                       |  |  |                      |  |
|                            |                           | Federico II di Meißen     | Federico I di Meißen                   |  |  |       |  |  |                       |  |  |                      |  |
|                            |                           | Federico II di Meißen     | Elisabetta di Lobdeburg                |  |  |       |  |  |                       |  |  |                      |  |
| Elisabetta di Meißen       |                           | Federico II di Meißen     |                                        |  |  |       |  |  |                       |  |  |                      |  |
|                            |                           | Matilde di Baviera        | Ludovic IV del S.R.I.                  |  |  |       |  |  |                       |  |  |                      |  |
|                            |                           | Matilde di Baviera        | Ludovic IV del S.R.I.                  |  |  |       |  |  |                       |  |  |                      |  |
|                            |                           | Matilde di Baviera        | Beatrice di Slesia-Glogau              |  |  |       |  |  |                       |  |  |                      |  |
|                            |                           | Matilde di Baviera        |                                        |  |  |       |  |  |                       |  |  |                      |  |